# نادي مدينة بونه لكرة القدم
نادي مدينة بونه هو نادي كرة قدم هندي أٌسس عام 2014. يلعب النادي في دوري السوبر الهندي.